# Брассенс, Жорж
Жорж Брассе́нс (фр. Georges Brassens; 22 октября 1921, Сет — 29 октября 1981, Сен-Жели-дю-Феск) — французский поэт, композитор, автор и исполнитель песен.

## Биография
Родился в семье каменщика в городе Сет (Sète) на средиземноморском побережье Франции. После окончания колледжа учился в лицее в Монпелье.
Cмолоду проявлял особый интерес к поэзии. Этому способствовали его итальянские корни. В доме всегда звучали популярные мелодии тех времен, и сам Жорж рано начал свои первые пробы в сочинительстве и исполнении песен. В 1940 году, в возрасте 19 лет, он приехал в Париж. Это событие его жизни отразилось в песне «Les ricochets» (досл. «бросание камушков»).
В марте 1943 года, во время оккупации Франции нацистами, он был вывезен в Германию для принудительных работ. Получив увольнительную, он дезертировал из трудового лагеря и нашёл прибежище у Жанны Ле Боннис, гостеприимной бретонки, в доме которой он провёл много лет и которой посвятил несколько песен («Jeanne», «La cane de Jeanne»). Знаменитая «Chanson pour l’Auvergnat» — посвящение мужу Жанны Марселю Планшу.
В 1946 году Жорж вступил в анархистскую организацию. Свои ранние песни он пел на сборах этой организации. Он уже довольно активно сочинял песни, но пока не решался петь их на публике. Для популяризации своего творчества он искал подходящего исполнителя по парижским кабаре. Такой исполнительницей стала эстрадная певица Паташу. Она же решила, что некоторые песни неприемлемы для женского исполнения, и настояла, чтобы Жорж выступал сам.
С 1947 года биография Брассенса связана с женщиной по имени Жоха Хейманн, эстонкой по происхождению, носящей немецкое прозвище «Пюппхен» («куколка»), которая стала его спутницей на всю жизнь. Тем не менее все 30 лет их союза были проведены порознь: Жорж Брассенс не признавал брачных уз и хотел видеть возлюбленную «вечноневенчанной женой, своей невестой», по выражению из его песни «La non-demande en mariage» («Непредложение руки»).
В 1952 году Жорж дебютировал в кабаре певицы Паташу, после чего начал активно выступать со сцены. С 1953 года у него почти ежегодно выходили пластинки. На концертах и студийных записях песни исполнялись под сравнительно простой и аскетичный аккомпанемент — звучала гитара самого Брассенса (ритм), контрабас его постоянного аккомпаниатора Пьера Никола, а также гитара-соло (эту партию исполнял в основном Жоэль Фавро).
Скончался 29 октября 1981 года во французском городе Сен-Жели-дю-Феск (Saint-Gély-du-Fesc). Вопреки своему поэтическому завещанию похоронен не «на пляже в Сете», а на Кладбище дю-Пи.

## Творческое наследие
Наследие Брассенса включает около 200 песен, большинство написаны на собственные стихи. Несколько десятков песен сочинены на стихи французских поэтов Франсуа Вийона, Луи Арагона, Пьера Корнеля, Виктора Гюго, Поля Фора и Антуана Поля.
Для стихов Брассенса характерна естественная разговорная интонация в сочетании с богатством лексики, обильным и остроумным обыгрыванием метафор, многочисленными аллюзиями, скрытыми цитатами и стилизацией.
В России переводами стихов и песен Брассенса занимались А. Рубинин, Б. Рысев, А. Аванесов, А. Кушнир, Б. Хлебников, А. Травин, Р. Бобров, Я. Старцев, Г. Тиняков, В. Зайцев, В. Лемпорт, М. Фрейдкин, Н. Стрижевская, Г. Кружков, А. Дольский и другие. В результате оказался почти полностью переведённым на русский язык так называемый канон — около 120 песен, вышедших на прижизненных пластинках. 
Марк Фрейдкин в 1997 году записал альбом на песни Брассенса в своем переводе «Песни Жоржа Брассенса и запоздалые романсы».
Мелодия песни «Brave Margot» использована Юрием Визбором для припева песни «Жак Лондрей». Также там обыгрывается произношение оригинального текста:
Quand Margot dégrafait son corsage
Pour donner la gougoutte à son chat
Tous les gars, tous les gars du village
Étaient là, la la la la la la
Étaient là, la la la la la…Жорж Брассенс
Он идет по шикарному пляжу,
А вокруг красота, красота:
Толигэ, толигэ, дювиляже,
Тра-та-та-та, та-та-та, тра-та-та.Юрий Визбор
Песни автора-исполнителя Михаила Щербакова «La complainte», «La non-demande» и «Supplique» (2021) написаны на музыку Брассенса. 

## Дискография
При жизни автора (с 1953 по 1981 год) было продано около 20 млн его пластинок.
- 1953: La Mauvaise Réputation

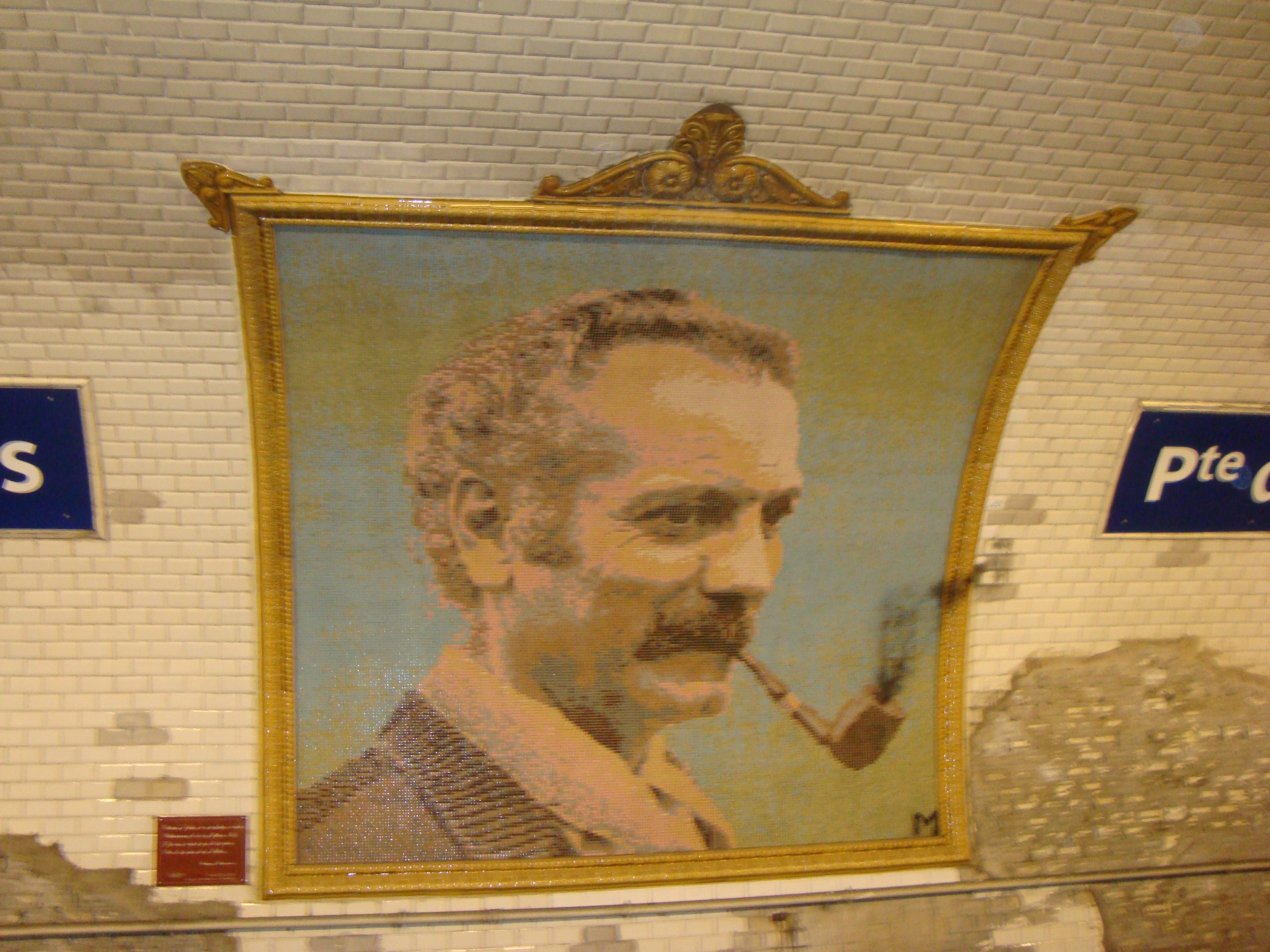
Изображение Брассенса на станции метро Порт-де-Лила

- 1954: Les Amoureux des bancs publics
- 1955: Chanson pour l'Auvergnat
- 1957: Je me suis fait tout petit
- 1958: Le Pornographe
- 1960: Le Mécréant
- 1961: Les Trompettes de la renommée
- 1964: Les Copains d'abord
- 1966: Supplique pour être enterré à la plage de Sète
- 1969: Les Oiseaux de Passage
- 1969: La Religieuse
- 1972: Fernande
- 1976: Don Juan

## Награды
- премия Академии Шарля Кро[фр.] (1964)[2];
- гран при Французской академии (1967) — за поэтическое творчество[2].

## Память
- Мемориальная доска на доме № 20 в Сете, где родился певец. Бывшая прежде улица Анри Барбюса ныне названа именем Брассенса;
- Мемориальная доска на доме в тупике Флоримон[фр.] в XIV округе Парижа, в котором певец жил с 1944 по 1966 год;
- Именем певца также назван парк в Париже. В нём установлен его бронзовый бюст;
- Документальный фильм «Франция, песня» (1969, СССР, режиссёр Ю. Альдохин)[5].